# Frode Jakobsen-prisen
Frode Jakobsen-prisen blev i 1995 indstiftet af JuniBevægelsen i samarbejde med Frode Jakobsen. Prisen uddeles til en eller flere personer der har vist usædvanligt personligt mod i politik.
Prisen er uddelt til følgende:
- 1995: Tøger Seidenfaden, chefredaktør for Politiken
- 1996: Grundlovskomitéen, der bragte Maastricht-traktaten for retten.
- 1997: Karl Otto Meyer, leder af det danske mindretal i Tyskland og medlem af Slesvig-Holstens landdag.
- 1998: DR Polaroid-redaktionen for en god dækning af Schengenaftalen.
- 1999: Paul van Buitenen, den hollandske funktionær i EU-Kommissionen, der afslørede svindel, der førte til Santer-Kommissionens fald i 1999.
- 2000: Marianne Egebrønd, amtsformand i Socialdemokratiet, der tog initiativ til udarbejdelse af en mindretalsrapport om euroen.
- 2001: Bernard Connolly, højtstående kommissionsfunktionær, der blev fyret for at skrive en bog, der advarede mod en fælles valuta i EU.
- 2002: Anthony Coughlan, Muriel Saidlear, Patricia McKenna, John O'Dowd for at rejse modstand mod Nice-traktaten i Irland.
- 2003: Marta Andreasen, regnskabschef i EU-Kommissionen, der blev fyret, fordi hun fremsatte begrundet kritik.
- 2004: Dorte Smith Brown, dansk embedsmand i Eurostat, der rejste intern kritik, hvilket hun blev mobbet ud for, samt Hans-Martin Tillack, Bruxelles-korrespondent for det tyske magasin Stern, der afslørede Eurostat-skandalen og blev arresteret for det af det belgiske politi. Samt Yavuz Önen, for hans exceptionelle mod som chef for Human Rights Foundation of Turkey for kampen for at sikre behandling af torturofre i Tyrkiet.
- 2005: Eva Joly, fransk undersøgelsesdommer, der har indledt retssager mod flere højtstående personer for omfattende svindel.
- 2006: Nicolas Dupont-Aignan, fransk parlamentariker fra regeringspartiet UMP, og Filia den Holländer, hollandsk græsrodskunstner, for deres individuelle kamp for folkeafstemninger i henholdsvis Frankrig og Holland om den foreslåede EU-forfatning.
- 2007: Ingen prismodtager
- 2008: Declan Ganley, for hans exceptionelle mod som grundlægger af Libertas og engagement i den irske folkeafstemning om Lissabon-traktaten.
- 2009: Hans Jørgen Bonnichsen for på trods af personlig intimidering at stå fast på nogle vigtige værdisæt i retspolitikken og i forholdet mellem stat og borger, og for at advare mod, at terrorfrygten bruges som begrundelse for overvågningstiltag, der retter sig mod hele befolkningen.

## Eksterne links
- Information om Eva Joly Arkiveret 2. april 2015 hos  Wayback Machine
- Om Frode Jakobsen Arkiveret 21. februar 2015 hos  Wayback Machine
- Jyllands-Posten om prismodtagerne i 2004 Arkiveret 4. marts 2016 hos  Wayback Machine